# Belle & Sebastien - Next Generation
Belle & Sebastien - Next Generation (Belle et Sébastien: Nouvelle génération) è un film del 2022, diretto da Pierre Coré.
È la trasposizione della storia di Belle e Sebastien, ma ambientato in tempi moderni.

## Trama
Sébastien è un bambino di 10 anni che trascorre le sue vacanze in montagna con la nonna e la zia. Le sue noiose giornate cambiano quando incontra Belle, una cagnolona dal cuore d'oro, maltrattata dal suo padrone, e con la quale Sébastien vivrà un'avventura indimenticabile.

## Distribuzione
Il film è stato distribuito nelle sale cinematografiche a partire dal 17 novembre 2022.